# (500194) 2012 GS35
(500194) 2012 GS35 es un asteroide perteneciente al cinturón de asteroides, descubierto el 24 de marzo de 2012 por el equipo del Spacewatch desde el Observatorio Nacional de Kitt Peak, Arizona, Estados Unidos.

## Designación y nombre
Designado provisionalmente como 2012 GS35.

## Características orbitales
2012 GS35 está situado a una distancia media del Sol de 2,609 ua, pudiendo alejarse hasta 2,885 ua y acercarse hasta 2,334 ua. Su excentricidad es 0,105 y la inclinación orbital 3,547 grados. Emplea 1539,75 días en completar una órbita alrededor del Sol.

## Características físicas
La magnitud absoluta de 2012 GS35 es 17,7.